# ليلة ساخنة (فلم)
ليلة ساخنة هو فيلم مصري من إخراج عاطف الطيب، وتم إنتاجه عام 1996، ومن بطولة نور الشريف ولبلبة وسيد زيان وعزت أبو عوف وسلوى عثمان وحسن الأسمر ومحمد شرف وسناء يونس وحجاج عبد العظيم، وتدور أحداث الفيلم عن حول سعي سائق تاكسي خلال ليلة رأس السنة في جمع مصاريف العلاج للمستشفى فيقابل أثناء عمله امرأة تسعى لترميم البيت من خلال بيع جسدها، تنتهي بهم الأحداث بمقابلة جماعة إرهابية وحقيبة ملئية بالأموال تصبح من نصيبهم.

## القصة
سيد سائق تاكسي أرمل يعيش مع حماته التي ترعى له ابنه الصغير المعوق ذهنيًا حمادة، وقد فوجئ بإصابة حماته بجلطة في المخ، فأسرع بها للمستشفي الحكومي، حيث طلبت منه الممرضة مبلغ 200 جنيه لزوم إجراء عملية جراحية لحماته، وهو لايملك هذا المبلغ، فتعشم خيرًا في ليلة رأس السنة أن ينجح في جمع المبلغ، وترك ابنه بالمستشفى مع جارته عواطف التي تتعشم في الزواج به. حورية فتاة ليل تائبة، تعمل عاملة نظافة، وتربي أختها الصغيرة ليلى عازمة على تعليمها، ولكنها فوجئت بمطالبة صاحبة البيت لها بمبلغ 300 جنيه لزوم تجديد البيت، وإلا كان مصيرها الشارع، فإضطرت للإستجابة للقواد لمعي الذي دعاها لقضاء الليلة بعوامة أحد الاثرياء، وذهبت معه، ولكنها تعرضت لابتزاز زقزوق سائق الرجل الثري الذي ضربها واستولى على أجرها وسلسلتها الذهبية وطردها من العوامة.
تعرض سيد للراكب الذي كان سببًا في سحب رخصة التاكسي، كما تعرض لراكب آخر، والذي وعده مبلغ محترم مقابل توصيله للإسكندرية، حتى اعترضته حورية، وطلبت منه مساعدتها لإسترداد حقها من زقزوق الذي ذهب مع مخدومه لقضاء ليلة رأس السنة بكباريه بشارع الهرم، فتتبعه إلى هناك، واستطاعت حورية استرداد سلسلتها الذهبية بعد معركة جرح فيها سيد في جبهته، ومروًا على المستشفى ليكتشف سيد أن عواطف تركت حمادة وحده وغادرت المستشفى، فأخذه معه بالتاكسي مع حورية التي عرضت على سيد بيع سلسلتها الذهبية وخاتمها واقتسام المبلغ لدفع مصاريف المستشفى وتجديد البيت، ورفض سيد، ولكنه أعجب بشهامة حورية رغم أنها فتاة ليل، ولكن حورية كانت متيمة بشهامة سيد. اعترض التاكسي أحد الركاب ويدعى البنهاوي والذي كان يريد الذهاب للمطار، ومعه حقائب السفر، ووافق سيد على توصيله. كان البنهاوي نصاب صاحب مكتب سفريات عمالة للخارج، وايضًا تاجر مخدرات، ومطارد من البوليس، ومن شركاؤه الذين نصب عليهم، وقابل أحدهم بالطريق، ودارت معركة بينهما نتج عنها إصابة البنهاوي بطلق نارى أدى لمصرعه، ومصرع الآخر الذي حمله زملاءه وفروا من أرض المعركة، واضطر سيد للفرار هو أيضًا، ومعه متعلقات القتيل التي اكتشف أن إحدى الحقائب بها أكثر من مليون جنيه، وأرادت حورية الحصول على المبلغ من أجل حماده وليلى ومصاريف علاج حماة سيد الذي رفض وفضل تسليم المتعلقات للبوليس والحصول على 10 في المائة من المبلغ بطريقة قانونية، ولكن الضابط اتهم سيد بقتل البنهاوي وقبض عليه، فأخفت حورية حقيبة النقود وسلمت باقي الحقائب، ووعدت سيد بتسديد مصاريف مدرسة حماده والمستشفى والتجديد في الصباح وأن تأتي له بفطوره من عند الكبابجي.

## وصلات خارجية
- مقالات تستعمل روابط فنية بلا صلة مع ويكي بيانات